# Schlacht von Zhenjiang
Kowloon – 1. Chuenpi – 1. Chusan – Damm – 2. Chuenpi – Humen – First Bar Island – Whampoa Island – Broadway – 1. Kanton – 2. Kanton – Sanyuanli – Amoy – 2. Chusan – Zhenhai – Ningbo – Ciqi – Zhapu – Wusong – Zhenjiang – Nerbudda
Bei der Schlacht von Zhenjiang eroberten britische Truppen während des Ersten Opiumkriegs die strategisch wichtig gelegene südchinesische Stadt Zhenjiang am 21. Juli 1842. Die Niederlage markiert das Ende der Bestrebungen des Kaisers Daoguang, den Krieg zu eigenen Friedensbedingungen zu Ende zu bringen. Für die britische Seite eröffnete sie den Weg zum weiteren Vormarsch auf Nanjing.

## Vorgeschichte
Zhenjiang, veraltet auch Jingkou, liegt am Schnittpunkt des Jangtsekiang und des Kaiserkanals. Die Stadt war ein wichtiges Handelszentrum und regulär mit einer Garnison von 1185 Bannersoldaten besetzt. Diese wurden Anfang 1842 nach weiteren Niederlagen gegen die Briten um 400 verstärkt. Bis zum Juli 1842 wurden zusätzlich 6300 Soldaten und Milizionäre als Verstärkung herangeführt. Der Militärbefehlshaber der Stadt Hailing hatte weitere Verstärkungen mit Artillerie und Befestigungen angeraten, war aber vom Provinzgouverneur Niu Jian abgewiesen worden. Am 13. Juli traf dieser kurzzeitig in Zhenjiang ein und befahl einen Angriff mit rund 150 Feuerbooten und -flößen auf britische Schiffe vor Zhenjiang. Der Angriff blieb ergebnislos. Am 15. Juli ließ Hailing die Stadttore schließen und den Belagerungszustand ausrufen.
Unter Hailings Herrschaft über die Stadt verschärften sich die Spannungen zwischen Han-Chinesen und Mandschu. Der Militärbefehlshaber ließ seine Soldaten Jagd auf vermeintliche Verräter machen und mindestens dreizehn Han-Chinesen als Verräter öffentlich hinrichten.
Nach der Schlacht von Wusong im Juni 1842, die den Briten die Besetzung Shanghais ermöglicht hatte, bereitete sich das britische Expeditionskorps ab Anfang Juli auf den weiteren Vormarsch Richtung Nanjing über Zhenjiang vor. Dabei wartete der Oberbefehlshaber Henry Pottinger das Eintreffen von Verstärkungen aus Britisch-Indien ab. Die britische Seite versammelte bis zum 20. Juli 1842 23 konventionelle Kriegsschiffe, zehn dampfgetriebene Kriegsschiffe und rund 7000 Mann Bodentruppen auf 51 Transportschiffen. Der Aufmarsch des britischen Flottenverbands begann Anfang Juli 1842 und war am 20. Juli abgeschlossen.

## Verlauf

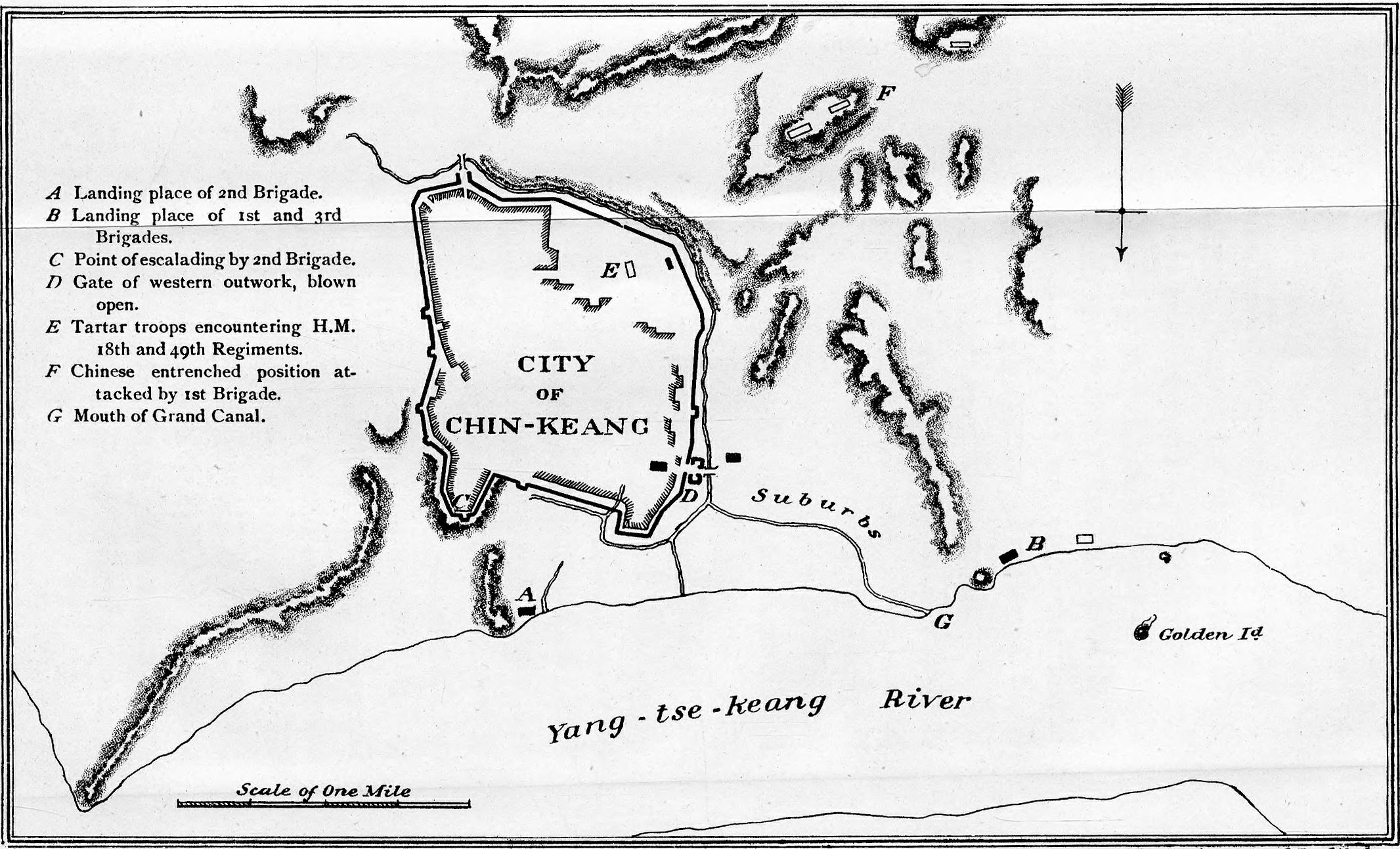
Kartenskizze in einer Biographie über Hugh Gough, Erstveröffentlichung 1903

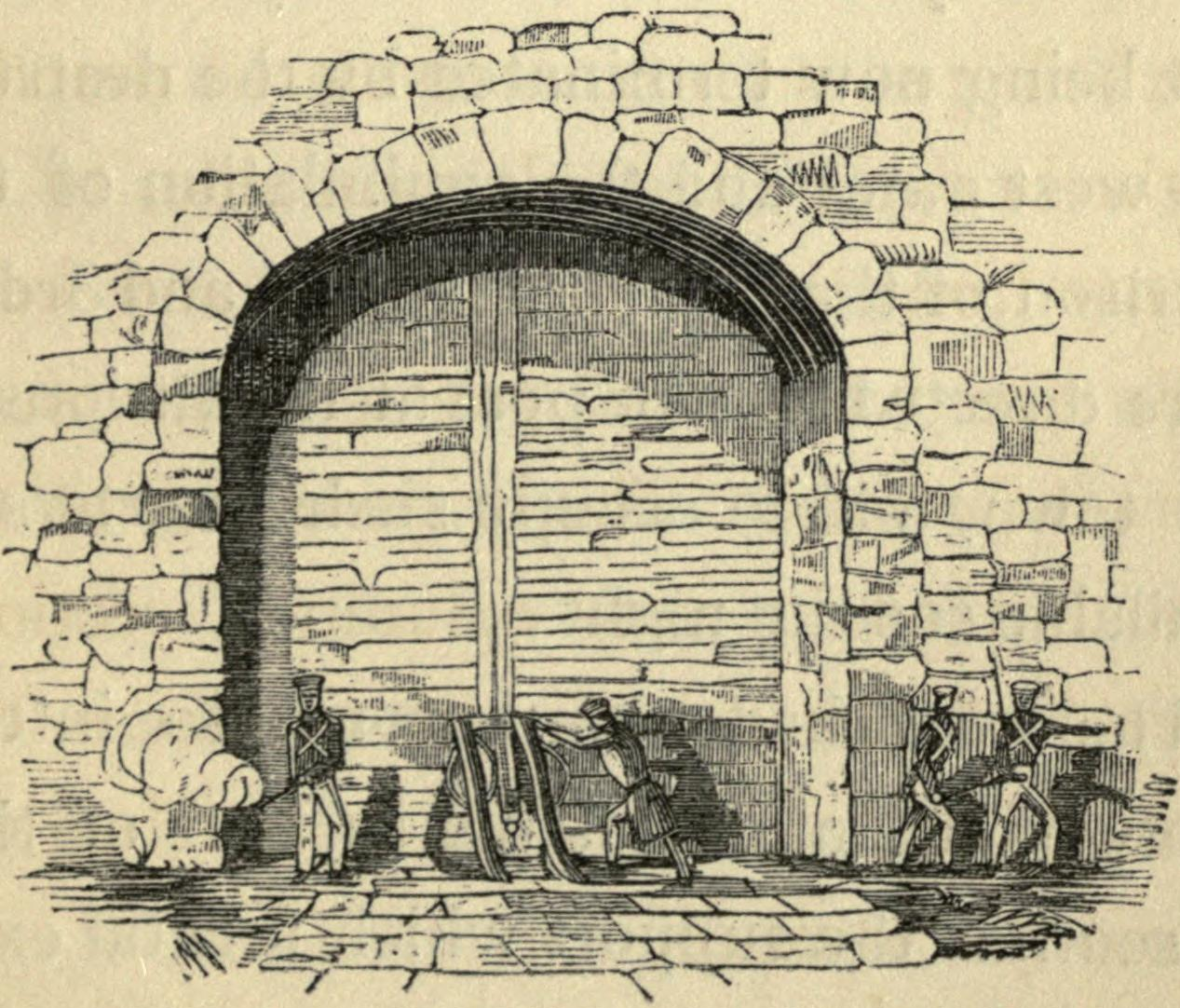
Sprengung des Westtors durch britische Soldaten

Am 21. Juli eröffnete die britische Flotte die Schlacht um die Stadt mit der Landung der Bodentruppen bei einem gleichzeitigen Bombardement der chinesischen Artilleriestellungen. Die Briten umzingelten die Stadt von Norden, Westen und Süden, sie verzichteten jedoch auf den Einsatz von Artillerie gegen die Stadtmauern. Die zur Verteidigung der Stadt eingesetzte Bannersoldaten konnten die Briten an der Westseite der Mauer zunächst zurückdrängen. Die britischen Truppen konnten in einem zweiten Angriff jedoch das westliche Tor sprengen und in die Stadt eindringen. Der Widerstand der Qing-Truppen brach bis zum Ende des Tages zusammen.

## Folgen
Die britischen Truppen verloren 39 Tote, 130 Verwundete und drei Vermisste. Die Qing-Truppen zählten 239 Tote, 169 Verwundete und 73 Vermisste. Dabei waren rund ein Drittel der Bannersoldaten, aber nur rund einer von hundert Soldaten der Grünen Standarte im Gefecht gestorben. Hailing wurde nach der Schlacht von einer Menschenmenge der Stadtbewohner gelyncht. Nach anderen Berichten beging er Selbstmord. Unter der Bevölkerung hielten sich nach der Schlacht Gerüchte, die Briten seien mit dem Angriff einem Massaker an echten oder vermeintlichen Kollaborateuren zuvorgekommen.
Die Nachricht vom Verlust Zhenjiangs erreichte Kaiser Daoguang am 27. Juli. Die Niederlage veranlasste ihn, seine Untergebenen Qiying und Niu Jian anzuweisen, in den bereits seit Mai 1842 laufenden Verhandlungen mit den Briten deren Friedensbedingungen anzunehmen. Dem Friedensschluss kam der Einmarsch der Briten in Nanjing zuvor, die kurz nach der Einnahme von Zhenjiang weiter vorrückten.